# Sloveč
Sloveč je obec v okrese Nymburk ve Středočeském kraji. Leží asi devatenáct kilometrů severovýchodně od města Poděbrady. Žije v ní 529 obyvatel. Součástí obce jsou i vesnice Kamilov a Střihov.

## Historie
První písemná zmínka o obci pochází z roku 1278.
V obci Sloveč (608 obyvatel) byly v roce 1932 evidovány tyto živnosti a obchody: obchod s dobytkem, holič, hospodářské strojní družstvo, 2 hostince, kolář, 2 kováři, krejčí, obuvník, rolník, 3 obchody se smíšeným zbožím, spořitelní a záložní spolek pro Sloveč a Nový, 2 trafiky, truhlář, velkostatek, zámečník.
Ve vsi Kamilov (192 obyvatel, samostatná obec se později stala součástí obce Sloveč) byly v roce 1932 evidovány tyto živnosti a obchody: hostinec, kovář, obuvník, řezník, obchod se smíšeným zbožím, spořitelní a záložní spolek pro Kamilov, trafika.
Ve vsi Střihov (468 obyvatel, samostatná ves se později stala součástí obce Sloveč) byly v roce 1932 evidovány tyto živnosti a obchody: 2 hostince, 2 kováři, 2 krejčí, 3 obuvníci, 2 obchody se smíšeným zbožím, 2 řezníci, spořitelní a záložní spolek pro Střihov, obchod se střižním zbožím, 2 trafiky, 2 truhláři.

## Obyvatelstvo
| Rok            | 1869  | 1880  | 1890  | 1900  | 1910  | 1921  | 1930  | 1950 | 1961 | 1970 | 1980 | 1991 | 2001 | 2011 | 2021 |
| -------------- | ----- | ----- | ----- | ----- | ----- | ----- | ----- | ---- | ---- | ---- | ---- | ---- | ---- | ---- | ---- |
| Počet obyvatel | 1 151 | 1 338 | 1 394 | 1 328 | 1 308 | 1 311 | 1 211 | 916  | 890  | 754  | 697  | 564  | 532  | 510  | 508  |
| Počet domů     | 182   | 211   | 219   | 223   | 235   | 247   | 268   | 284  | 257  | 240  | 224  | 244  | 278  | 279  | 287  |

## Obecní správa

### Územněsprávní začlenění
Dějiny územněsprávního začleňování zahrnují období od roku 1850 do současnosti. V chronologickém přehledu je uvedena územně administrativní příslušnost obce v roce, kdy ke změně došlo:
- 1850 země česká, kraj Jičín, politický okres Poděbrady, soudní okres Městec Králové[9]
- 1855 země česká, kraj Jičín, soudní okres Městec Králové
- 1868 země česká, politický okres Poděbrady, soudní okres Městec Králové
- 1939 země česká, Oberlandrat Kolín, politický okres Poděbrady, soudní okres Městec Králové[10]
- 1942 země česká, Oberlandrat Hradec Králové, politický okres Nymburk, soudní okres Městec Králové[11]
- 1945 země česká, správní okres Poděbrady, soudní okres Městec Králové[12]
- 1949 Pražský kraj, okres Poděbrady[13]
- 1960 Středočeský kraj, okres Nymburk
- 2003 Středočeský kraj, okres Nymburk, obec s rozšířenou působností Poděbrady

### Obecní symboly
Znak a vlajka byly obci uděleny rozhodnutím předsedy Poslanecké sněmovny Parlamentu České republiky dne 6. ledna 2021.

## Doprava
Dopravní síť
- Pozemní komunikace – Obcí prochází silnice II/328 Kolín – Městec Králové – Jičíněves.

- Železnice – Železniční trať ani stanice na území obce nejsou.

Veřejná doprava 2025
- Autobusová doprava – V obci měly zastávky autobusové linky 541 v okružní trase Městec Králové, nám. - Sloveč - Sloveč, Kamilov - Sloveč, Střihov - Městec Králové, Nový - Městec Králové, nám. a dále linka 598 v trase Poděbrady, žel. st. - Odřepsy - (Hradčany) - Opočnice - Dlouhopolsko - Městec Králové, nám. -  Sloveč - Kněžice - Chroustov - Kněžice, Dubečno - (Chotěšice, Nová Ves)

## Pamětihodnosti
- Novorománský kostel svatého Martina z roku 1886 tvoří zdaleka viditelnou dominantu obce.